# Cryptus nigritarsis
Cryptus nigritarsis là một loài tò vò trong họ Ichneumonidae.